# Cordylomera copei
Cordylomera copei là một loài bọ cánh cứng trong họ Cerambycidae.